# プロトケラトプス
プロトケラトプス (Protoceratops) は、後期白亜紀のカンパニアン期(約8,300万～7,000万年前) 、モンゴル周辺に生息していた植物食恐竜。

## 概要

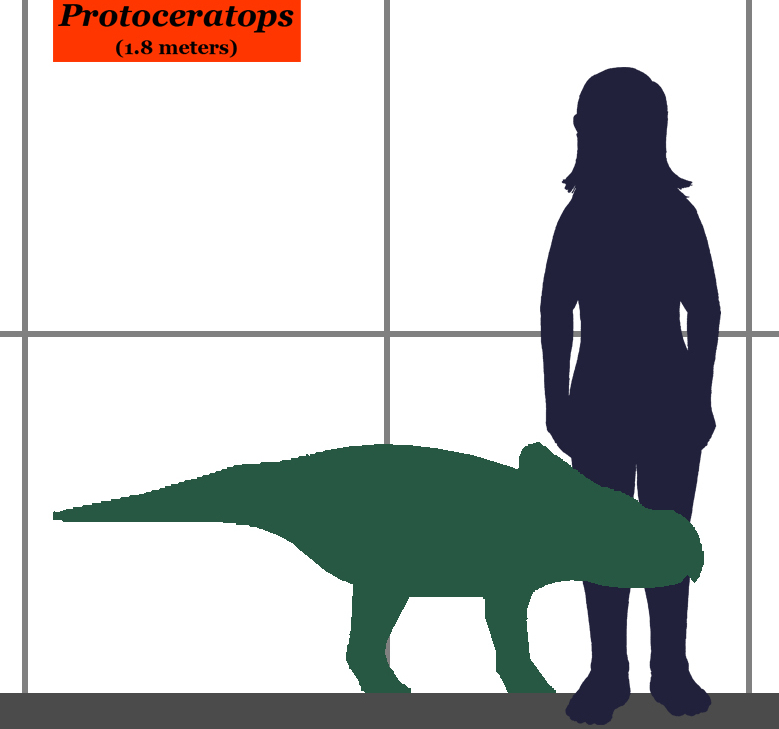
人間とのサイズ比較

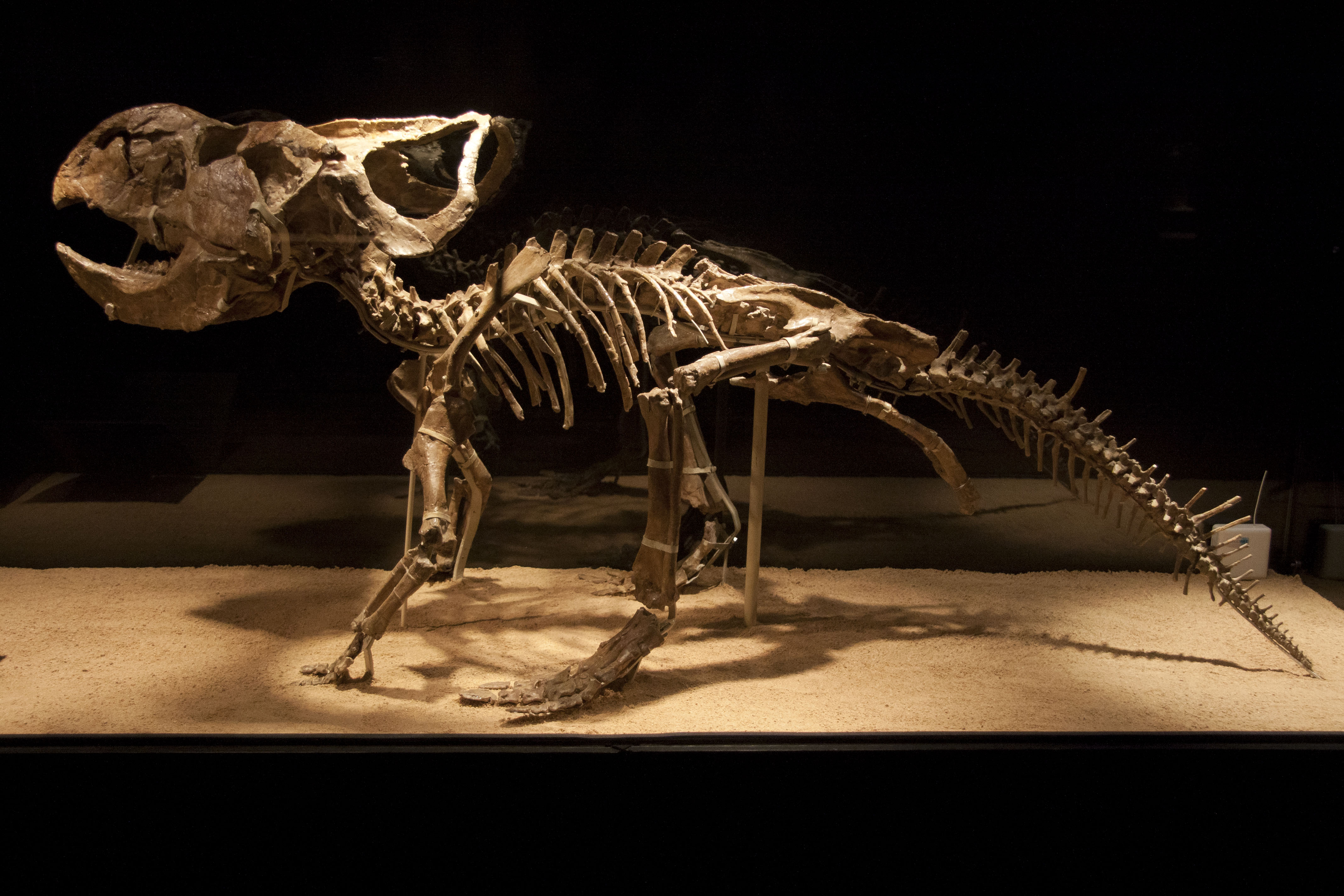
全身骨格

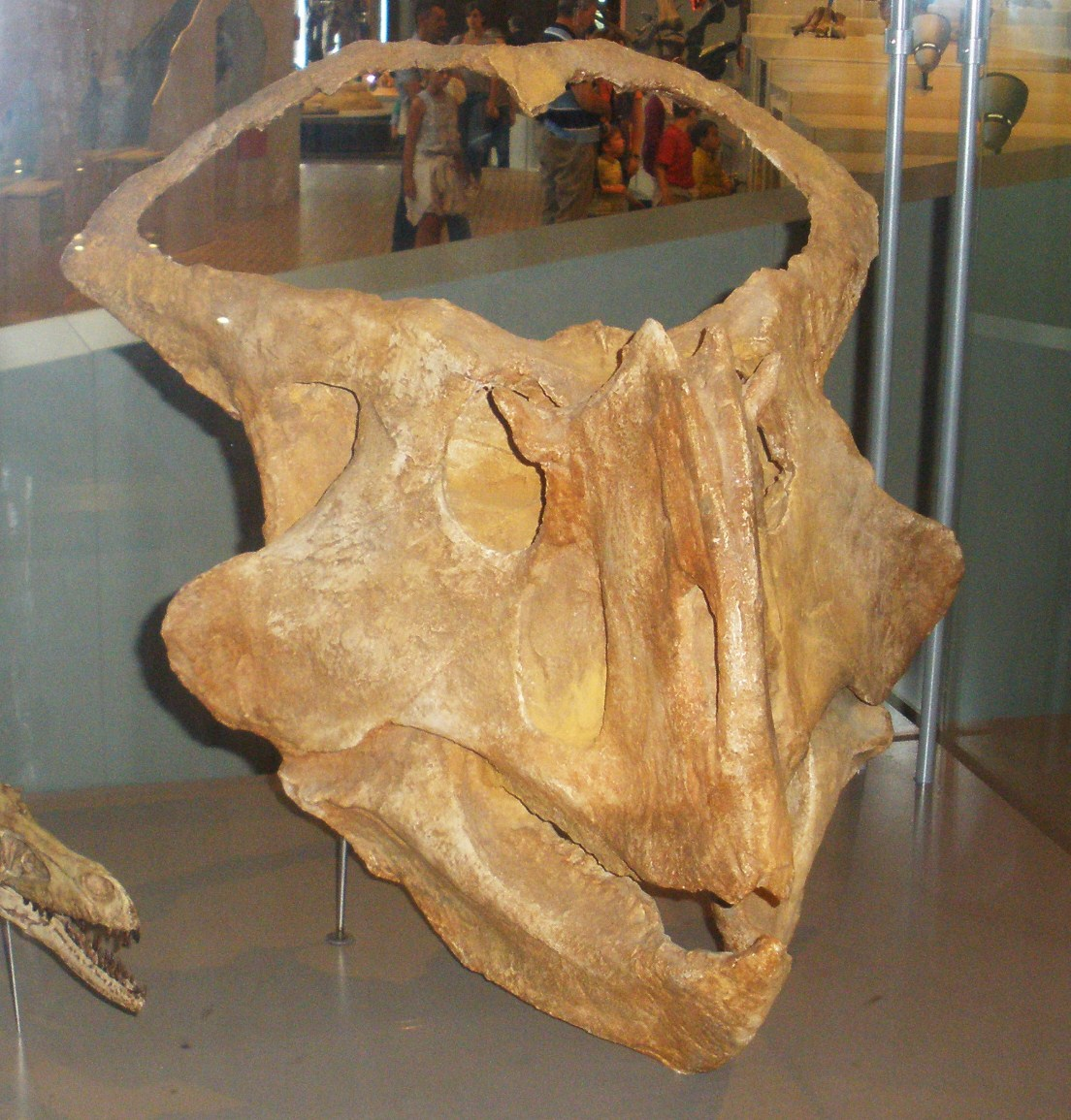
P. hellenikorhinusの頭骨

トリケラトプスなどと同じ角竜の一種であるが原始的で角はほとんど目立たない。全長は成体で約2mと角竜としては小型。かつてヴェロキラプトルと争ったままの状態のいわゆる「闘争化石」が発見（ヴェロキラプトルの腕を噛み砕かんとしていた）され、有名になった。（プロトケラトプスとヴェロキラプトルの格闘の化石）

また卵の化石がみつかった最初の恐竜である。卵発見時の様子から子育ては集団の中で行われたと考えられている。体の形状や、頭数が多くて群れで暮らしていたこと、広く肉食恐竜に捕食されていた…などの特徴から「白亜紀の羊」に例えられる。

## 生態
植物食であると考えられるが具体的な種類は不明。丈夫な角竜独特のくちばしを持つことからかなり硬いものも食べられたがトリケラトプスのようにデンタルバッテリー構造は発達しておらず、それほど消化効率はよくなかったものと考えられる。

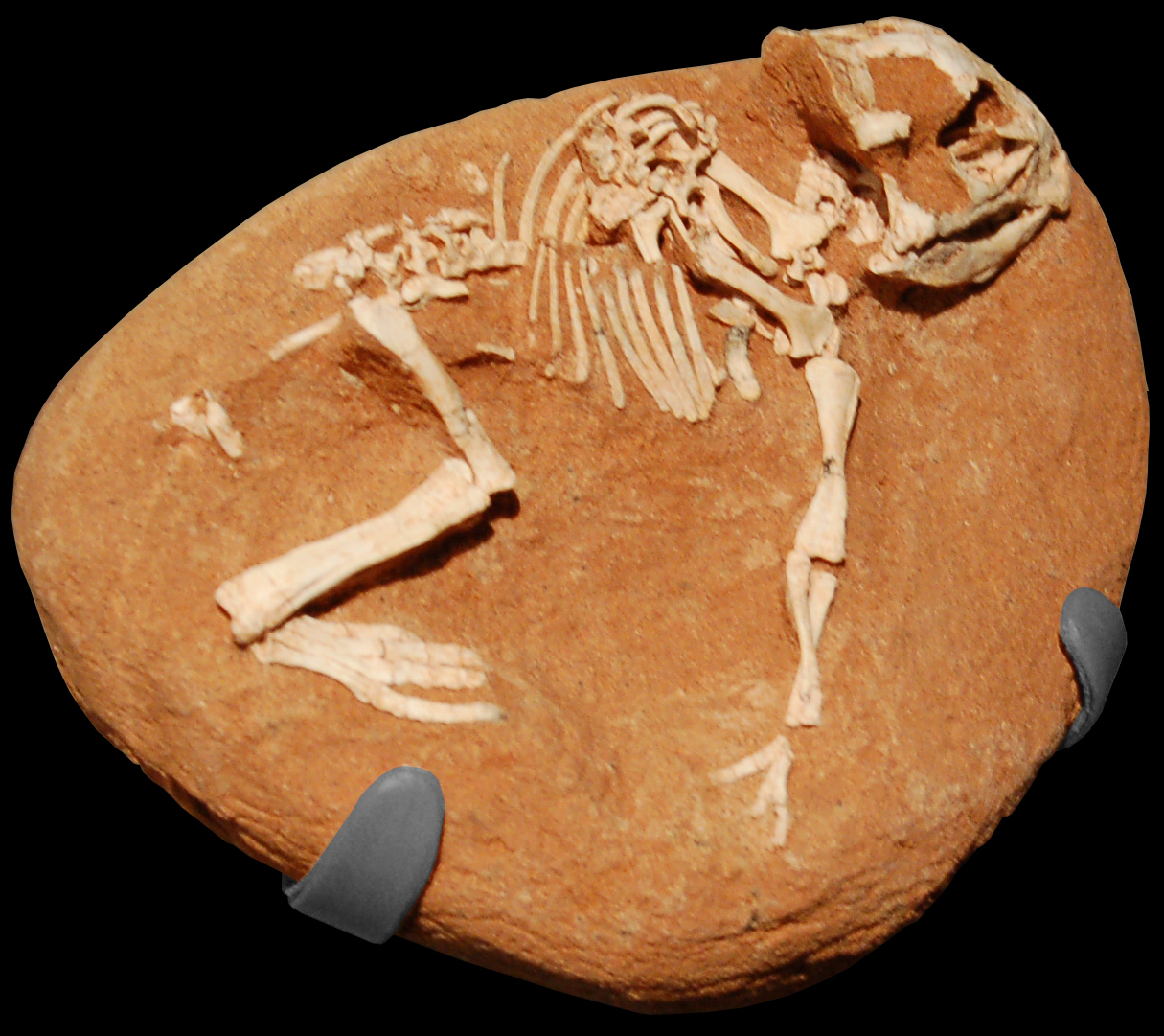
孵化した幼いP. andrewsiの化石

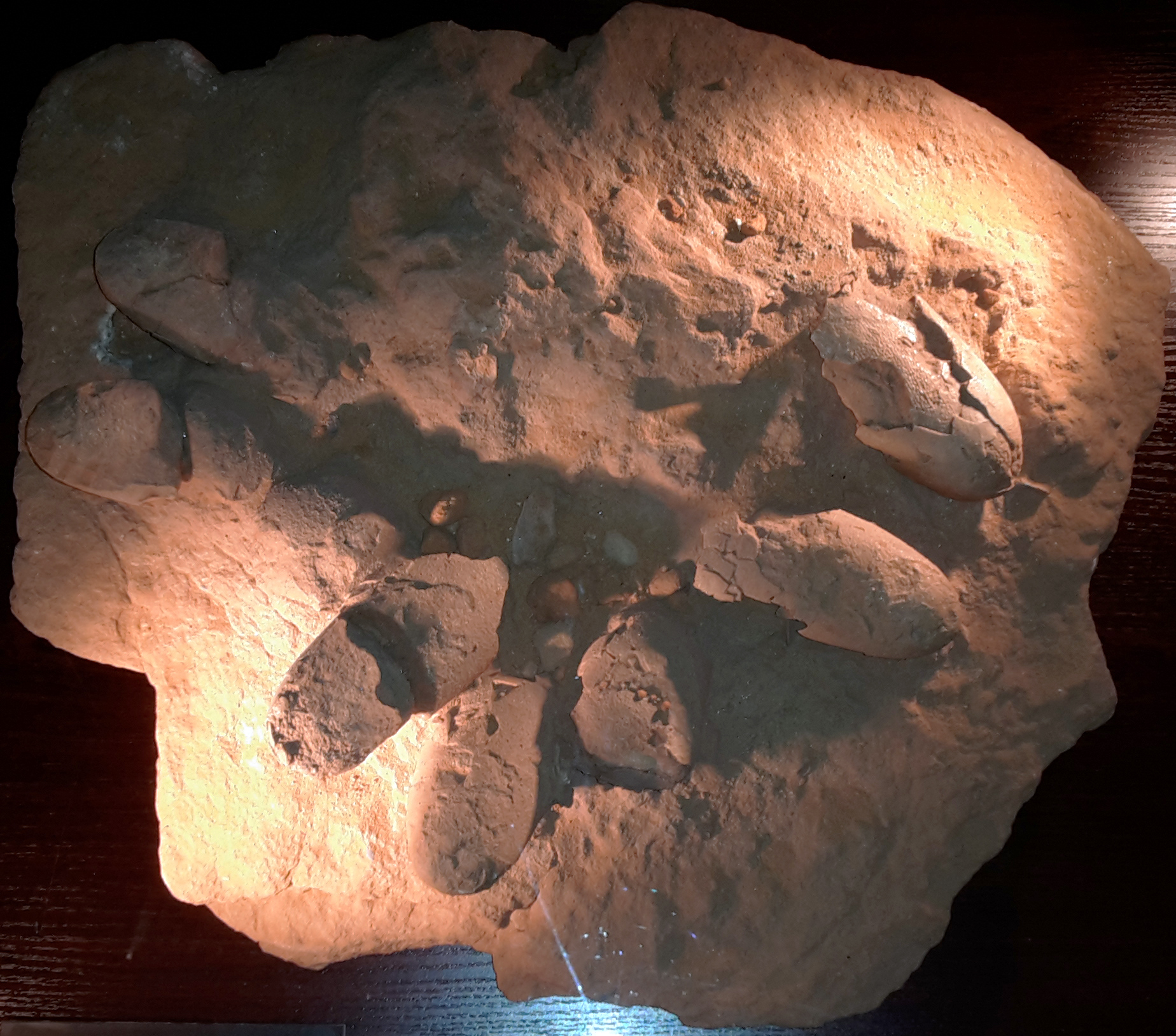
卵たちがある巣の化石

尻尾の形状から泳ぎに適していると考えられ、中生代、生息地の中央アジア周辺のみならず地球の大半の地域が湿潤だったことなどから、プロトケラトプスは沼や湖などの水中で暮らしていたのではないかという説がある。しかし決定的な証拠はなく、一つの仮説である。

## 分類上の位置付け

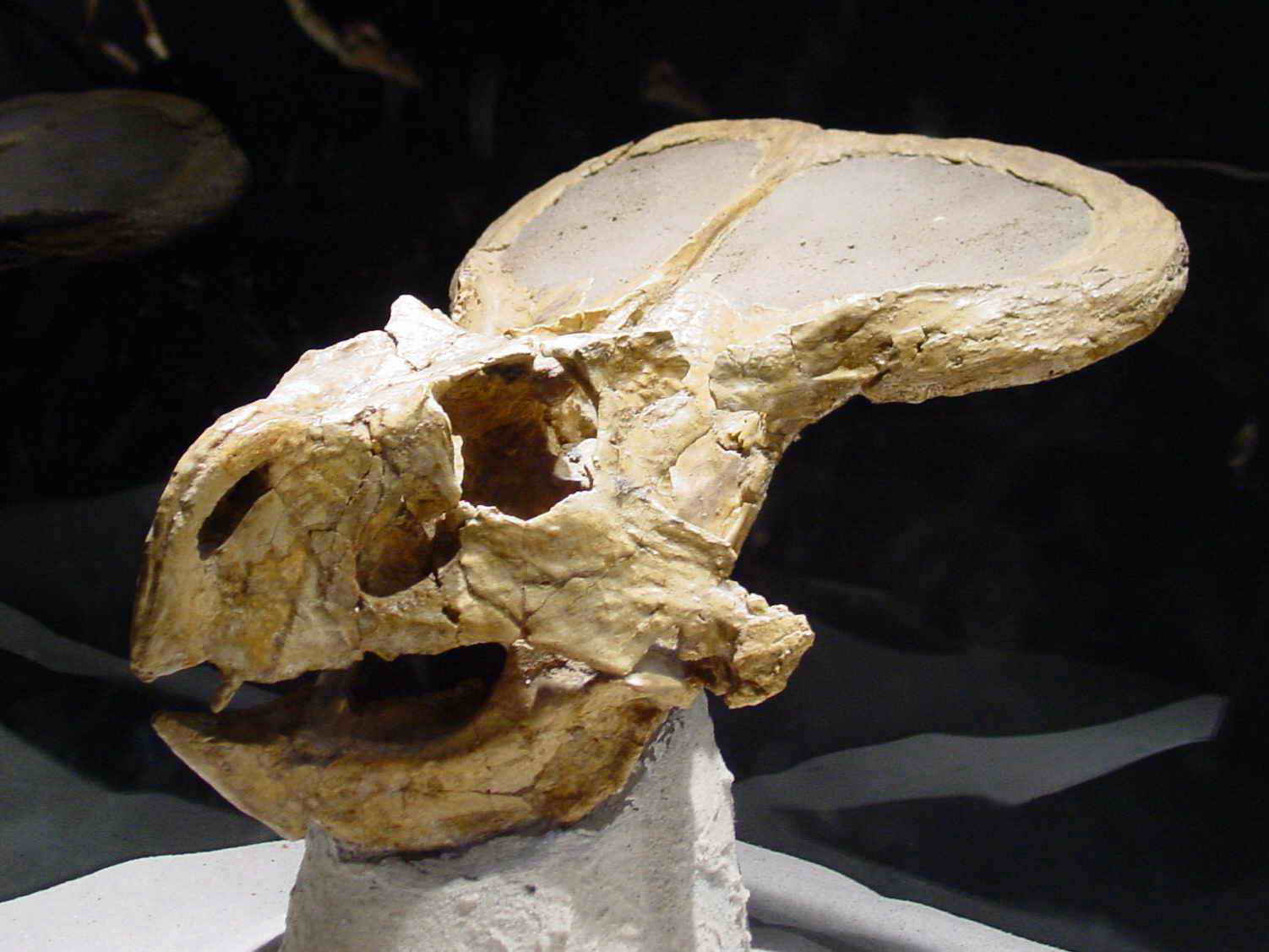
Protoceratopsの頭骨。
鼻の上の突起と首飾りが角竜の特徴を示している。

プシッタコサウルスと同様に、以前は殆どの角竜の祖先と考えられていた。しかし生息時期がトリケラトプスなど北米に生息していたものとほぼ変わらないため、祖先というよりは原始的形態を維持したまま定着した種ではないかと考えられるようになってきている。また、現在ではアーケオケラトプス(Archaeoceratops)、 リャオケラトプス(Liaoceratops)などプロトケラトプスより原始的な角竜が発見されている。詳細については角竜下目#分類も参照。